# Piotr Ðoàn Văn Vân
Piotr Ðoàn Văn Vân (wiet. Phêrô Ðoàn Văn Vân) (ur. ok. 1780 r. w Kẻ Bói, prowincja Hà Nam w Wietnamie – zm. 25 maja 1857 r. w Sơn Tây w Wietnamie) – katechista, święty Kościoła katolickiego, męczennik.
Piotr Ðoàn Văn Vân urodził się we wsi Kẻ Bói, prowincja Hà Nam. W wieku 25 lat został katechistą i służył w różnych parafiach. Gdy był już w podeszłym wieku, został stracony z powodu wiary 25 maja 1857 r.
Dzień wspomnienia: 24 listopada w grupie 117 męczenników wietnamskich.
Beatyfikowany 2 maja 1909 r. przez Piusa X. Kanonizowany przez Jana Pawła II 19 czerwca 1988 r. w grupie 117 męczenników wietnamskich.